# Batalla de Sena Gálica (551)
La batalla de Sena Gálica fue una batalla naval luchada frente a la costa italiana del Adriático, en el otoño italiano de 551 entre las flotas bizantinas y ostrogodas, durante la guerra gótica. Marcó el final del breve intento de los godos de rechazar por mar a los romanos, y el comienzo de la contraofensiva bizantina en la guerra bajo el liderazgo de Narsés.
También fue la última batalla naval importante luchada en el Mediterráneo durante más de un siglo, hasta la batalla de los Mástiles en 655.

## Trasfondo
En 550, la guerra gótica estaba en su decimoquinto año. Los primeros años de la guerra habían visto una serie de éxitos para la relativamente pequeña fuerza de invasión bizantina dirigida por Belisario, que había llevado a la caída de Rávena y la aparente restauración del gobierno imperial sobre Italia por 540. Posteriormente, el emperador Justiniano I llamó de vuelta a Belisario. Los comandantes dejados a cargo pronto comenzaron a pelearse entre sí, mientras que los godos unieron sus fuerzas. Bajo la dirección de su nuevo rey carismático, Totila, pronto revirtieron la situación, invadiendo las fuerzas imperiales. Ni siquiera el regreso de Belisario pudo detener el abrumador avance ostrogodo: para 550, los bizantinos contaban con solo un puñado de fortalezas costeras en la parte continental, y en la primavera de ese año, Totila incluso invadió Sicilia, base estratégica de los romanos. Intentando impedir a las fuerzas imperiales el acceso a Italia y la capacidad de llevar a tierra tropas nuevas o reforzar sus puestos de avanzada, Totila también había creado una flota de 400 buques de guerra para disputar los mares con el Imperio. Al mismo tiempo, Justiniano había preparado un último gran esfuerzo para recuperar Italia, bajo el eunuco Narsés.
Totila, consciente de la amenaza que se avecinaba, se determinó negar sus enemigos sus últimas bases importantes en suelo italiano, siendo las más prominentes Crotona y Ancona. Después de retirarse de Sicilia cargados de botín, Totila envió sus tropas para sitiar Ancona. 47 barcos bloquearon desde el mar, y el resto de la flota goda, 300 barcos pesados, fue enviada a asaltar la costa de Epiro y las Islas Jónicas. Como era probable que Ancona cayera pronto, el general romano Valeriano, comandante de Rávena, pidió a Juan, un general muy experimentado que estaba estacionado en Salona, Dalmacia, esperar la llegada de Narsés y su ejército para enviar los refuerzos. Sin embargo, Juan inmediatamente tripuló a 38 barcos con sus veteranos, y pronto se le unieron 12 barcos más de Rávena dirigidos por el propio Valeriano. La flota conjunta zarpó hacia Sena Gálica, a unas 17 millas (27 km) al norte de Ancona.

## Batalla y consecuencias
Como las dos flotas eran casi iguales, los dos comandantes godos, Gandulfo y Gibal (el primero un renegado del ejército de Belisario), decidieron enfrentarse de inmediato con los romanos, y navegaron a su encuentro.
Al contrario de lo usual en la Antigüedad clásica, los buques de guerra del siglo sexto no contaban con taránes; por lo tanto, el combate naval estuvo dominado por los intercambios de proyectiles y acciones de abordaje. En esta forma de combate, la experiencia y la capacidad de mantener una formación de naves era esencial, y las tripulaciones bizantinos mantuvieron la ventaja sobre los godos más inexpertos. Pronto, en el fragor de la batalla, algunas naves godas se alejaron del cuerpo principal y fueron destruidas con facilidad, mientras que otros navegaron demasiado juntos y fueron incapaces de maniobrar. Al final, la fatigada flota goda se desintegró y sus barcos huyeron como mejor pudieron. Perdieron 36 naves, y Gibal fue capturado, mientras que Gandulfo y el resto huyeron hacia Ancona. Tan pronto como se acercó al campamento del ejército godo, varó sus barcos y les prendió fuego.
Esta asombrosa derrota desalentado a las fuerzas ostrogodas, que inmediatamente abandonaron el asedio de Ancona y se retiraron. Seguida poco después por una serie de éxitos romanos, la batalla de Sena Gálica marcó el inicio del final definitivo del reino ostrogodo.